# Tommy Vext

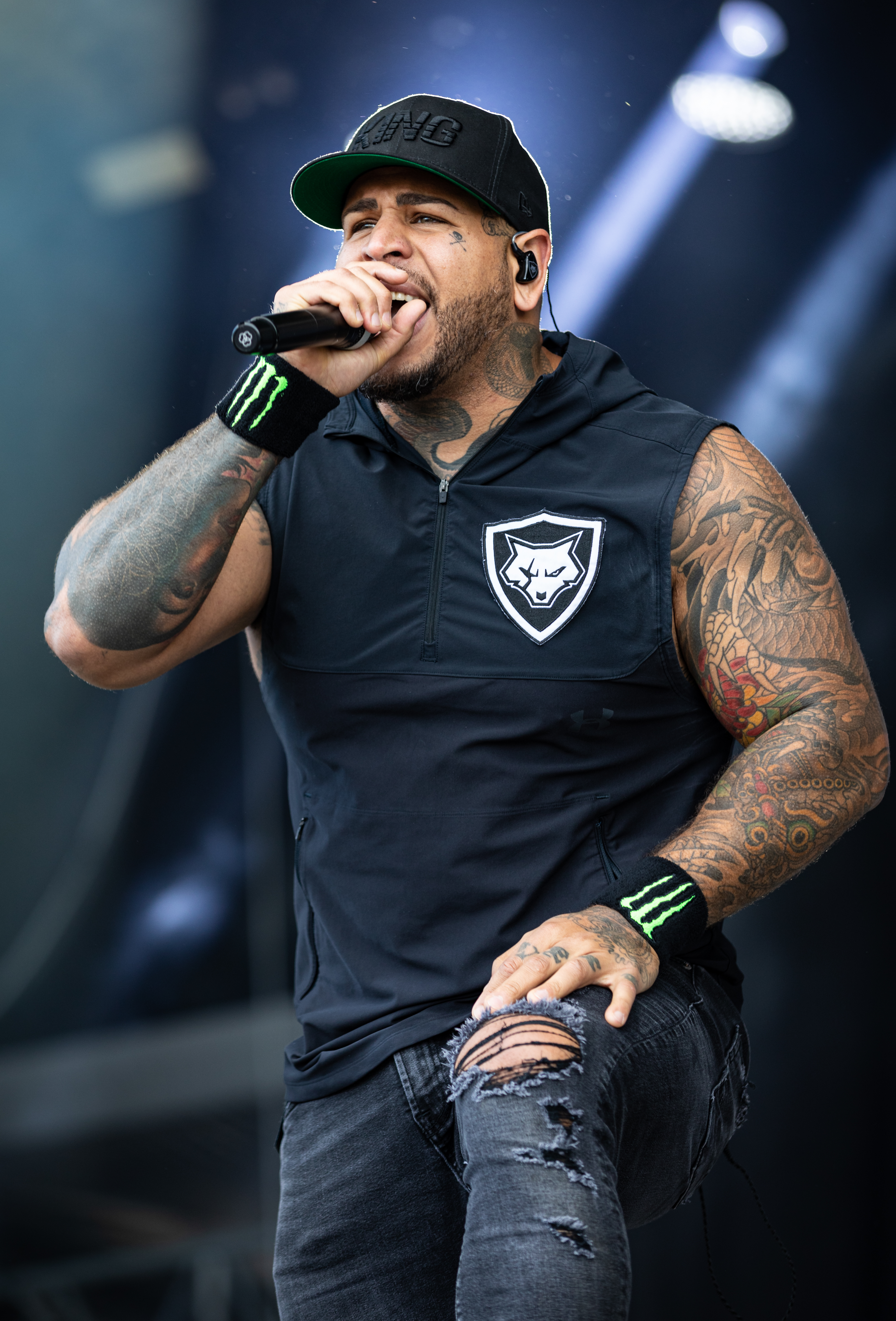
Tommy Vext (2019)

Thomas Cummings (* 15. April 1982 in Brooklyn, New York City), besser bekannt unter seinem Künstlernamen Tommy Vext, ist ein US-amerikanischer Metal-Sänger.

## Werdegang
Cummings gründete im Jahre 1996 die Band Maniacal Disciple, die sich später in Vext umbenannten. Dieses Wort fand Cummings in den Texten des Wu-Tang Clans, woraus sein Künstlername entstand. Mit der Band Vext veröffentlichte Cummings zwei Studioalben. Im Jahre 2006 schloss sich Vext der Band Divine Heresy vom Fear-Factory-Gitarristen Dino Cazares an und veröffentlichte ein Jahr später das Album Bleed the Fifth. Doch bereits 2008 verließ Vext die Band wegen unüberbrückbarer Differenzen mit Cazares.
Tommy Vext schloss sich daraufhin der Band Snot an, die sich nach dem Unfalltod ihres Sänger Lynn Strait im Jahre 1998 aufgelöst haben und sich nun reformierten. Mit Vext spielte die Band diverse Konzerte. Ein angedachtes zweites Studioalbum erschien jedoch nicht. Vext gründete die Band Westfield Massacre, die 2016 ein selbstbetiteltes Album veröffentlichten. 2017 sprang Tommy Vext für einige Konzerte in Europa als Sänger der Band Five Finger Death Punch ein, nachdem sich der eigentliche Sänger Ivan Moody wegen seiner Alkoholprobleme in eine Entzugsklinik begab.
Ebenfalls 2016 gründete Vext zusammen mit dem ehemaligen DevilDriver-Schlagzeuger John Boecklin, den Gitarristen Doc Coyle (God Forbid) und Chris Cain (Bury Your Dead) und dem Bassisten Kyle Konkiel (In This Moment) die Band Bad Wolves.  Zwei Jahre später erschien das Debütalbum Disobey. Bekannt wurde die Band durch ihre zweite Single Zombie, eine Coverversion des Songs von den Cranberries. Die Cranberries-Sängerin Dolores O’Riordan sollte das Lied mit der Band einspielen, starb jedoch am Aufnahmetag in London. Die Single erhielt in den USA und Kanada jeweils Platin. Am 9. Januar 2021 verkündete die Band die Trennung von ihrem Sänger Tommy Vext, ohne konkrete Gründe zu nennen.

## Privates

### Leben
Tommy Vext wuchs im New Yorker Stadtteil Brooklyn auf und hat einen Zwillingsbruder. Dieser wollte ihn unter Drogeneinfluss im Jahre 2010 bei einem Einbruch umbringen. Gegen ihn als Zeuge auszusagen war für Vext „definitiv einer der schwierigsten Momente in seinem Leben“. Wegen versuchten Mordes wurde der Zwillingsbruder von Tommy Vext zu 17 Jahren Haft verurteilt. Tommy Vext war selber alkohol- und drogenabhängig und ist seit Ende der 2000er Jahre clean. Heute betreut er Menschen, die versuchen, von ihrer Abhängigkeit loszukommen. Er arbeitet zudem ehrenamtlich für die Organisation Monday Night Mission, die sich in der Stadt um obdachlose Menschen kümmert, ihnen Essen gibt und für medizinische Versorgung sorgt.

### Kontroversen
Tommy Vext vertritt konservative politische Ansichten und gilt als Unterstützer des ehemaligen US-Präsidenten Donald Trump. Auch wenn er ein Afroamerikaner ist, habe er noch nie in seinem Leben eine Form von Rassismus erlebt. Aus diesem Grund vertritt Vext die Ansicht, dass der Rassismus in den USA „gefertigt“ werden würde. Er bezweifelt die Legitimität der Bewegung Black Lives Matter und deutete ohne Beweise zu liefern an, dass diese Bewegung von Leuten wie George Soros und der Clinton Foundation kreiert wurde und dass diese in die Bewegung investieren, um Medienpräsenz zu erhalten.
Im Dezember 2020 verhängte der Superior Court of California gegen Tommy Vext per einstweiliger Verfügung ein für zwei Jahre geltendes Kontaktverbot gegenüber seiner ehemaligen Lebensgefährtin Whitney Johns. Diese warf Vext vor, ihr gegenüber gewalttätig geworden zu sein. Vext wies diese Vorwürfe zurück.
Anfang Januar 2021 veröffentlichte Vext über Instagram ein Video, in dem er seinen Ausstieg bei den Bad Wolves verkündete. In diesem kurz danach wieder gelöschten Video bestand Vext darauf, dass er wegen seiner politischen Ansichten von seinen ehemaligen Bandkollegen und auf Druck der Plattenfirma Better Noise Music gefeuert wurde. Sein ehemaliger Bandkollege Doc Coyle entschuldigte sich über seine sozialen Medienkanäle bei jedem, der sich durch Vexts Kommentare beleidigt fühlte und erklärte, dass Vexts Ansichten eine „Ablenkung“ von der Bandbotschaft von Inklusion und Positivheit sein.
Im Juli 2021 verklagte Vext seinen ehemaligen Manager Allen Kovac wegen Vertragsbruch auf eine Summe von über zehn Millionen US-Dollar. Kovac hätte zu Vext gesagt, dass dieser aufgrund seiner politischen Ansichten „nicht schwarz genug“ sei, um in der Band zu sein. Vext sprach von einer Verschwörung gegen ihn. Kovac wies die Anschuldigungen als falsch zurück. Vext hätte ihn, seine Managementfirma und seine Plattenfirma in ein lächerliches, haltloses Narrativ hineingeschleppt, das Vext fälschlicherweise als Opfer darstellt. Laut Kovac würde Vext die Gruppierung QAnon unterstützen.

## Diskografie
mit Bad Wolves
mit Divine Heresy
- 2007: Bleed the Fifth

mit Vext
- 2004: Cast the First Stone
- 2012: Impermanence

mit Westfield Massacre
- 2016: Westfield Massacre

als Gastmusiker

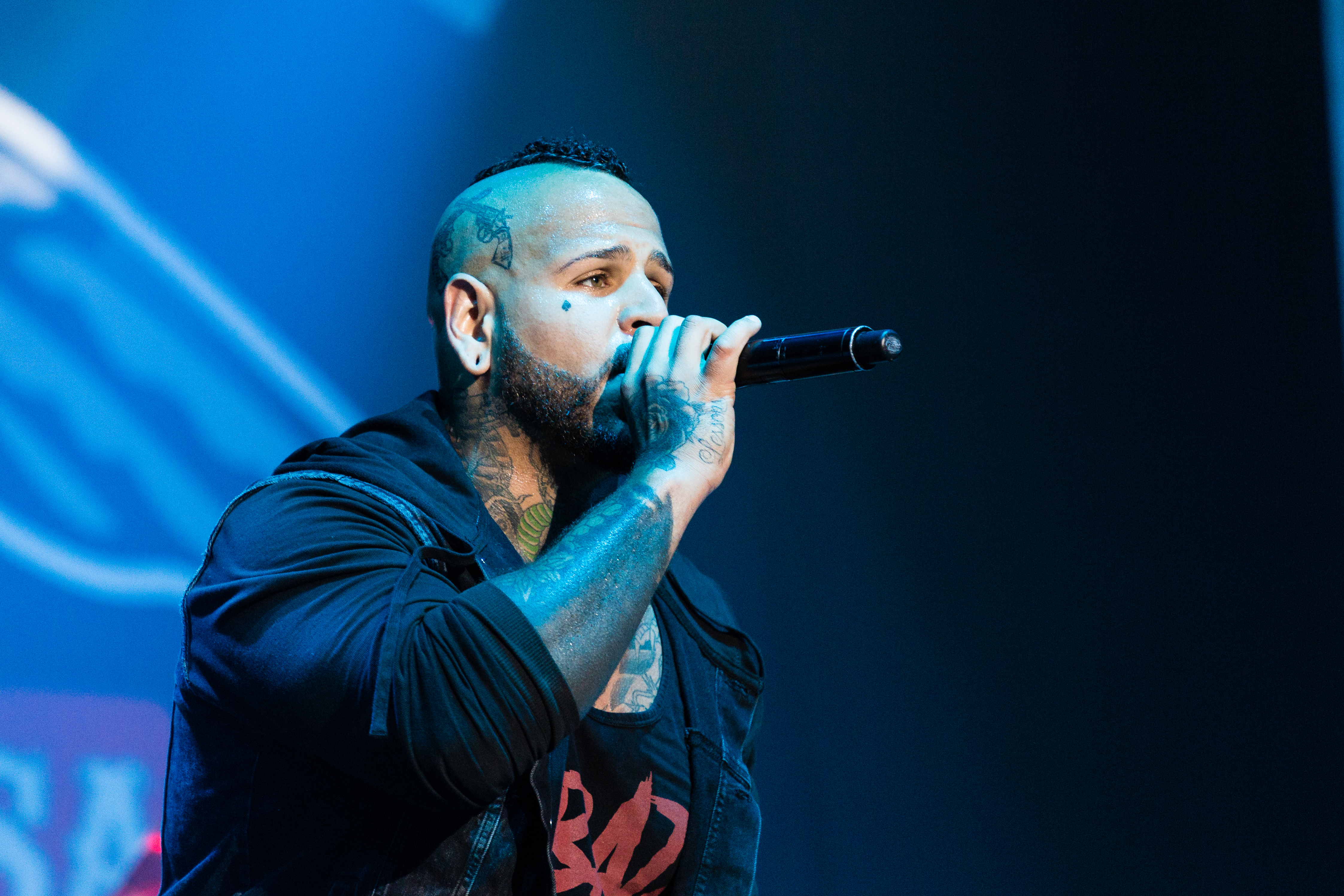
Tommy Vext (2017)

- 2004: God Forbid – Soul Engraved auf dem Album Gone Forever